# 角弓反張
角弓反張（Opisthotonus）是指項背強直，身體向後反折如弓狀的臨床表現；这种极端的拱形姿势是一种锥体外系反应，由沿脊柱的中轴骨骼肌痉挛引起的。

## 病因
急性症狀可由番木鱉鹼毒素、破傷風、啡噻肼中毒等引起。
慢性或復發性發作可因癲癇、僵硬人症候群、歇斯底里等引起。
若患者有發燒可能由腦膜炎引起。